# Гербовецкая икона Божией Матери
Гербовецкая икона Божией Матери (рум. Icoana Maicii Domnului din Hârbovăț) — икона Богородицы, почитаемая в Русской церкви чудотворной. Считается покровительницей Молдавии.
С июня 2018 года в Православной церкви Молдовы празднование в честь Гербовецкой иконы совершается в первое воскресенье после 14 октября (после Покрова Пресвятой Богородицы), ранее празднование совершалось 14 октября.

## История
Происхождение иконы неизвестно, её появление в Гербовецком Успенском монастыре (Молдавия) связывают с событием, произошедшим незадолго до Рождества 1790 года. Тогда в обитель к игумену Пахомию прибыл из Подмосковья его старый приятель полковник Албадуев. Здесь с ним произошёл трагический случай: необъезженный конь сбросил гостя, причинив смертельную рану. Это произошло 14 декабря, а 17 декабря полковник был погребен в монастырской церкви. После этого приехали родственники и привезли в дар Гербовецкому монастырю семейную реликвию, — передававшуюся из поколения в поколение старинную икону Божьей Матери. С тех пор она и стала называться Гербовецкой.
Трижды в истории монастыря он был уничтожаем турками, но каждый раз, возвращаясь в оскверненный монастырь братия находила среди пепла неповреждённый образ Богородицы, разве что края полотна оказались почерневшими, да краска местами вскипала. Но лики Богородицы, младенца Христа и их руки остались неповреждёнными.
Богомольцы приносили в дар иконе различные пожертвования на её украшение. Так, некто Степан Лупов и его жена Елена Иванова украсили икону серебряной ризой, а при настоятеле Иерониме эти ризы вызолотили и добавили драгоценные камни, поместив образ в киот.
В 1859 году произошло официальное признание Кишинёвской епархией иконы чудотворной. В том же году было принято постановление Святейшего Синода Русской православной церкви о ежегодном перенесении иконы из Гербовецкого монастыря на зимнее время в Кишинёв. С тех пор ежегодно к 1 октября образ приносили крестным ходом из монастыря в Крестовый храм Кишинёва, а 23 апреля возвращали в монастырь.
В начале XX века история иконы оказалась связанной с священномучеником Серафимом (Чичаговым). В 1908 году он был назначен епископом Кишинёвским и Хотинским и ввёл в обычай совершать еженедельно службу перед иконой с чтением акафиста.
В настоящее время с 23 апреля по 1 октября икона находится в Гербовецком Успенском монастыре в Молдавии, в остальное время — в кафедральном соборе Рождества Христова в Кишинёве.

## Иконография
По иконографии Гербовецкая икона относится к типу Одигитрия. Младенец Иисус, сидит на левой руке Богородицы, в левой руке у него свиток, правая сложена в благословении. Икона написана на холсте, наклеенном на липовую доску.

## Случаи чудотворений
Русский писатель Евгений Поселянин в частности приводил следующие свидетельства исцелений от Гербовецкой иконы:
В 1861 году во время крестного хода с иконой из Кишинёва в монастырь исцелились парализованная М. И. Гречин-Людвигская и страдавший лихорадкой священник Никифор из села Гординешты. В этом же году исцеление получила 5-месячная дочь священника Варфоломея Усаневича.
В 1862 году от укуса зверя заразились бешенством трое детей. Одного из них, сына священника тут же отправили в Кишинёв молиться перед чудотворным образом и он остался жить, а другие дети умерли.